# Eugen Sommer

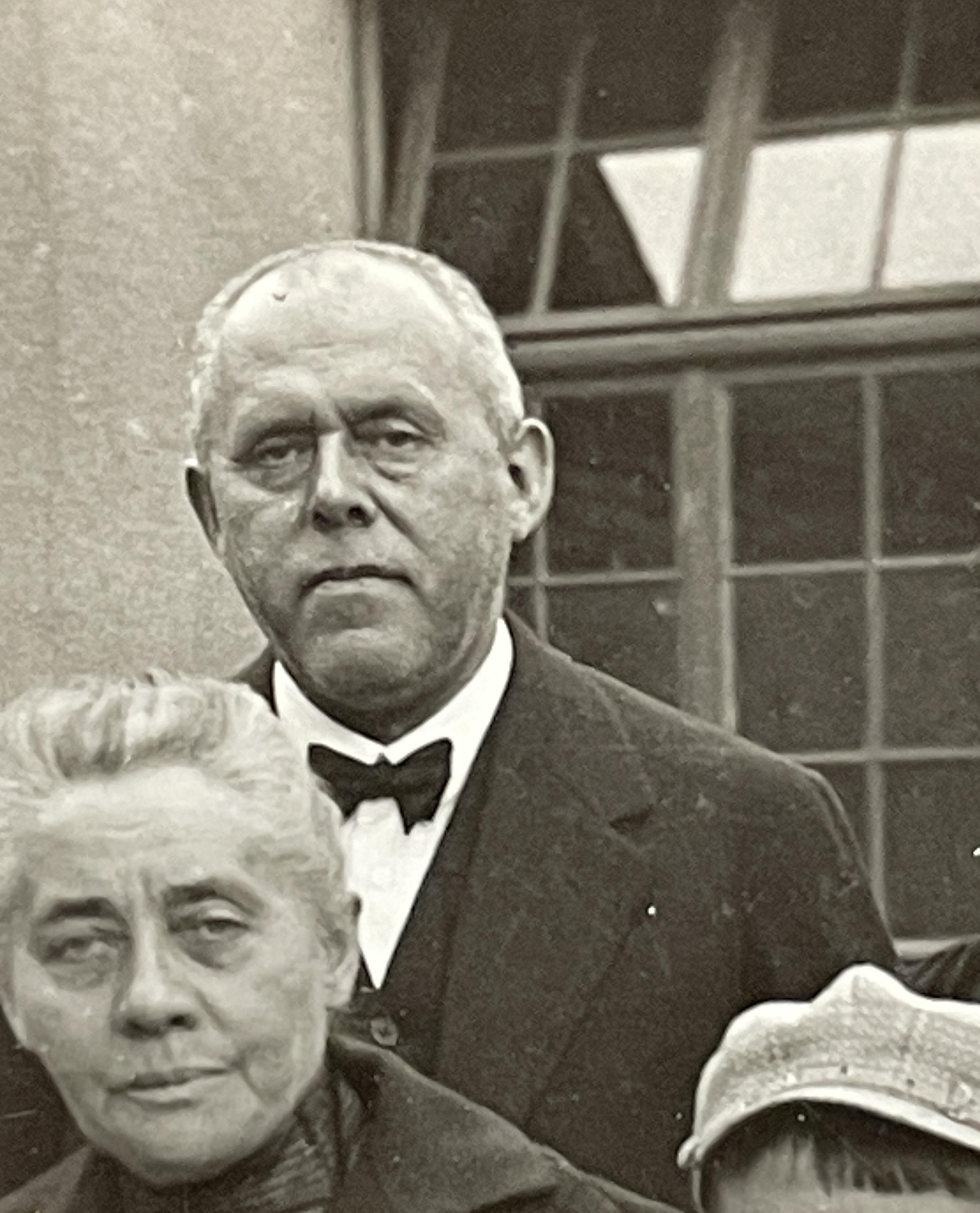
Eugen Sommer (1930)

Eugen Sommer (* 23. Mai 1876 in Edenkoben; † 18. Mai 1961 in Grünstadt) war ein deutscher Politiker (CDU) und Verleger.

## Leben und Wirken

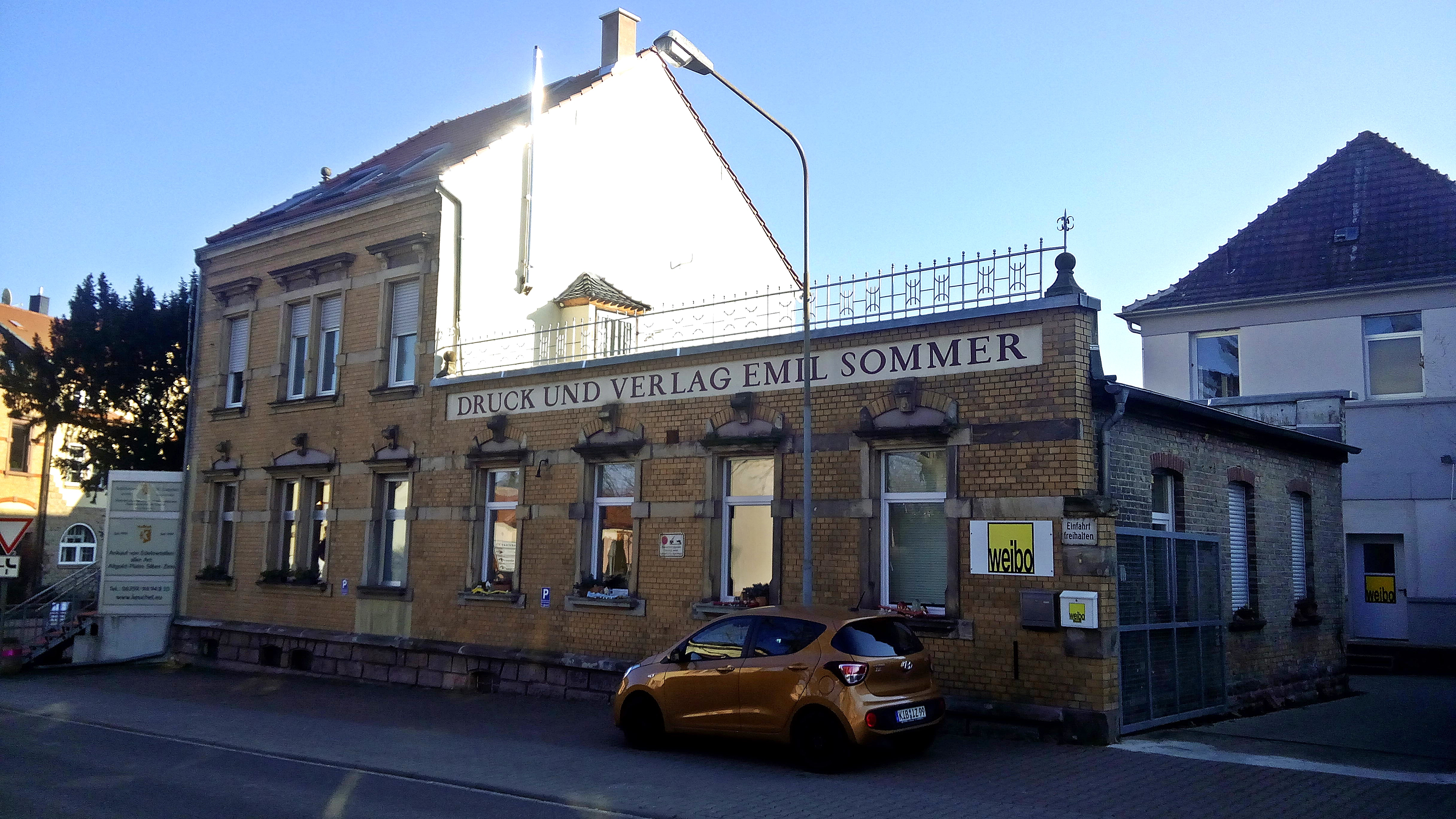
Das 1907 von Eugen Sommer errichtete Wohn- und Verlagsgebäude

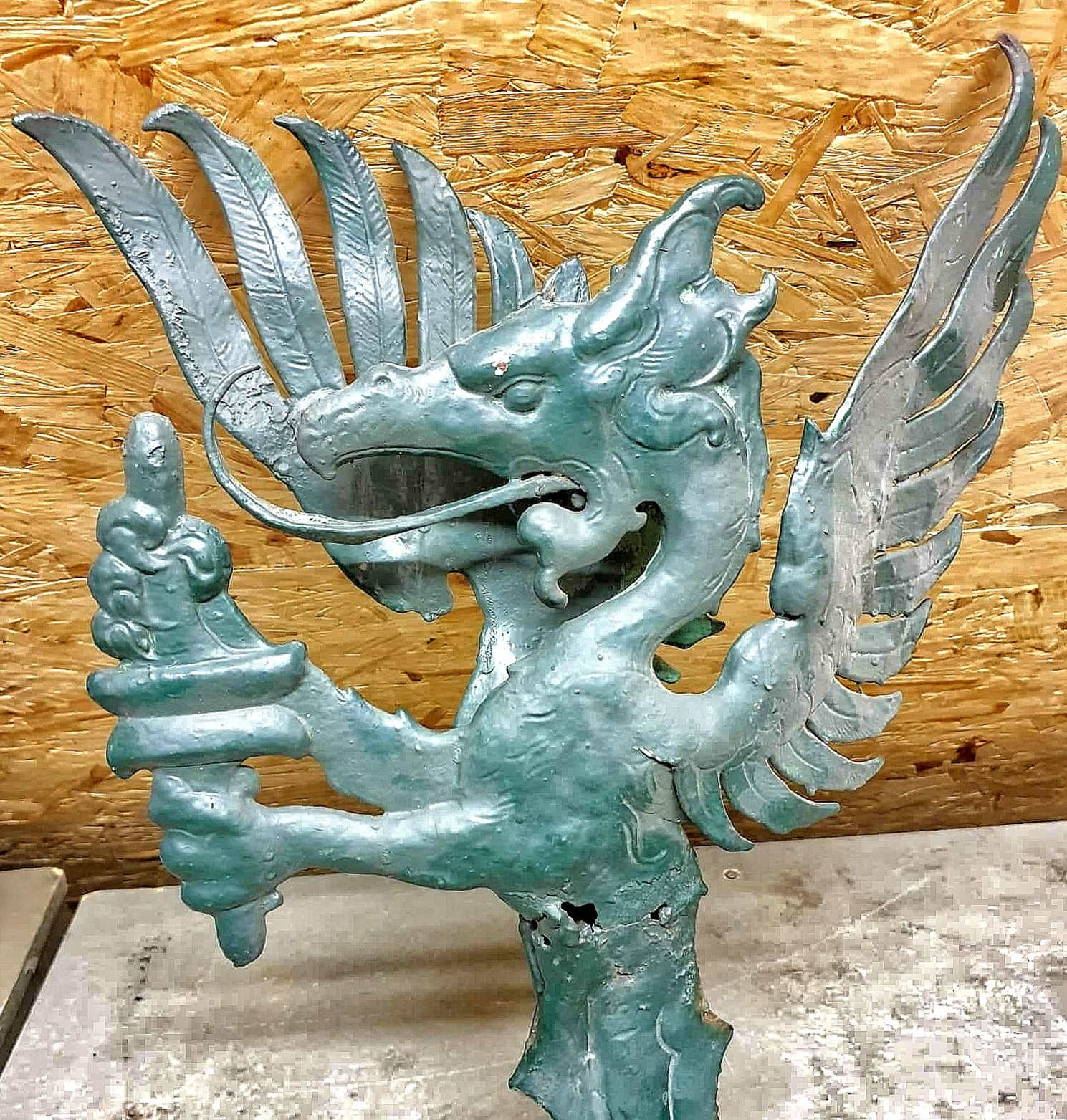
Druckergreif, Aufsatz vom ehem. Hoftor der Buchdruckerei, 1907 (jetzt Museum Grünstadt)

Er wurde geboren als ältester Sohn des blinden Verlegers und Zeitungsgründers Emil Sommer. Dieser starb 1904. Er hatte 1886 seinen 1878 gegründeten Verlag von Edenkoben nach Grünstadt transferiert und ab dem gleichen Jahr die neue Grünstadter Zeitung herausgegeben, die bis 1934 bestand.
Eugen Sommer übernahm 1904 den väterlichen Verlag und baute ihn aus. Man publizierte unter seiner Ägide dort auch verstärkt Bücher. Er ließ 1907 die neuen Wohn- und Verlagsgebäude an der Ecke Sausenheimer- und Kirchheimer Str. erbauen und 1924 bzw. 1927 erweitern.
Ihre Eigenständigkeit verlor die Zeitung im Mai 1934 durch Eingliederung in das Presse-Imperium der pfälzischen NSDAP unter Josef Bürckel, wobei der Vorwurf der Nationalsozialisten gegen Sommer, einen "nichtarischen" Großvater zu haben, eine Rolle spielte.
Nach dem Zweiten Weltkrieg wurde Sommer CDU-Mitglied und war von 1945 bis 1956 – mit kurzzeitiger Unterbrechung – Mitglied des Stadtrats Grünstadt. In den Jahren 1946 bis 1948 war er Zweiter Beigeordneter in Grünstadt, 1946 Mitglied der Beratenden Landesversammlung von Rheinland-Pfalz. Sommer gilt auch als Initiator des 1949 gegründeten Kulturvereins Grünstadt. Im Oktober 1945 nahm er brieflich Stellung gegen einen neu in Grünstadt angestellten Amtsrichter mit familiärer Verstrickung in hohe NS-Kreise.
Die Grünstadter Zeitung lebte in der Nachkriegszeit noch einmal kurz auf, konnte aber der nunmehrigen Konkurrenz durch Die Rheinpfalz nicht standhalten. Eugen  Sommer betrieb bis zu seinem Tode den gut gehenden Buchverlag fort.
Sein jüngerer Bruder war der langjährige Treuchtlinger Bürgermeister Emil Sommer (1885–1936), der dort 1933 wegen seiner halb-jüdischen Abstammung vertrieben wurde.